# تشانغ وي
تشانغ وي (بالصينية: 张卫) (19 يناير 1993 في الصين - ) هو لاعب كرة قدم صيني في مركز الهجوم. لعب مع جيانغسو سونينغ وNantong Zhiyun F.C. ‏.

## وصلات خارجية
- تشانغ وي على موقع قاعدة بيانات كرة القدم.إي يو (الإنجليزية)